# Ramon Azeez
Ramon Olamilekan Azeez (Abuja, 1992. december 12. –) nigériai válogatott labdarúgó.

## Pályafutása

### Klubcsapatokban
A Future Pro Akadémián nevelkedett, majd 2010-ben megállapodott a spanyol Almería csapatával, de csak 2011 júliusában igazolhatott át. Eleinte a tartalék csapatban lépett pályára. 2012. augusztus 17-én mutatkozott be a felnőttek között; a másodosztályban a Barcelona B ellen a 80. percben Javi Gracia cseréjeként mutatkozott be. 2013. augusztus 30-án az élvonalban is debütált a klub színeiben az Elche CF ellen. December 21-én a Real Betis ellen az első gólját is megszerezte. 2017. július 13-án ingyen igazolt a CD Lugo csapatához. 2019. február 1-jén három és fél éves szerződést kötött a Granada csapatával. 2021 februárjában a szezon végéig kölcsönadták a Cartagenának.

### A válogatottban
Részt vett a 2009-es U17-es labdarúgó-világbajnokságon, ahol ezüstérmesként zártak. Kolumbiában megrendezett 2011-es U20-as labdarúgó-világbajnokságon is meghívott kapott a válogatottba, valamint a győztes U20-as Afrikai nemzetek kupáján részt vevőnek is. 2014. március 6-án debütált a felnőttek között a mexikói labdarúgó-válogatott elleni felkészülési mérkőzésen. A 2014-es labdarúgó-világbajnokságra utazó keretbe meghívott kapott és a tornán Irán ellen pályára lépett.

## Sikerei, díjai
- Nigéria U20
  - U20-as Afrikai nemzetek kupája: 2011